# Rdečki Vrh
Il monte Rdečki Vrh con 761 m s.l.m. è una cima della catena montuosa delle Caravanche Orientali. È situato nel comune di Slovenj Gradec in Slovenia, nella regione della Carinzia in Slovenia.